# John George Kemeny
John George Kemeny (rojen Kemény János György), madžarsko-ameriški matematik in računalnikar, * 31. maj 1926, Budimpešta, Ogrska (zdaj Madžarska), † 26. december 1992, Hanover, New Hampshire, Združene države Amerike.
Znan je predvsem po pionirskem delu pri uvajanju računalnikov v izobraževanje in kot soavtor programskega jezika BASIC. György Marx ga je štel za enega od »Marsovcev«, skupine elitnih madžarsko-ameriških intelektualcev, ki so emigrirali v ZDA v prvi polovici 20. stoletja in imeli pomembne zasluge za nesluten razmah ameriške znanosti po drugi svetovni vojni.

## Življenje
Rodil se je v judovski družini. Njegov oče je ob Hitlerjevi priključitvi Avstrije posumil, da se jim slabo piše, zato je emigriral v Združene države Amerike ter v letu in pol uredil, da so se mu leta 1940 pridružili še žena, sin János in njegova sestra. Kemeny je tako opravil šolanje v New Yorku, nato pa leta 1943 vpisal študij matematike na Univerzi Princeton. Kot ravno polnoleten bruc je bil vpoklican v vojsko in poslan v Narodni laboratorij Los Alamos, kjer je bil dodeljen računskemu središču projekta Manhattan, v sklopu katerega so razvijali atomsko bombo. Leta 1947 je diplomiral in dve leti kasneje doktoriral. Kot podiplomski študent je nekaj časa deloval kot asistent Alberta Einsteina in preverjal njegove izračune.
Po doktoratu je štiri leta poučeval matematiko in filozofijo na Princetonu, nato pa leta 1953 postal profesor matematike in filozofije na Kolidžu Dartmouth. Kmalu za tem je postal predstojnik oddelka za matematiko, na tem položaju je ostal do leta 1968, med leti 1970 in 1981 pa je deloval kot predsednik Kolidža. Na Dartmouthu je v zgodnjih 1960. razvijal večopravilnost, da bi omogočil dostop do osrednjega računalnika širšemu krogu študentov. S tem je povezan tudi nastanek programskega jezika BASIC, ki sta ga ustvarila s Thomasom Kurtzem kot uporabnikom prijaznejšo alternativo jezikoma COBOL in Fortran. S tem sta postavila temelje računalniški revoluciji, ki sta jo v 1970. letih sprožila Bill Gates in Paul Allen, ko sta predelala BASIC za osebne računalnike.
V obdobju njegovega predsedovanja je Kolidž Dartmouth uvedel skupno izobraževanje študentov obeh spolov in pričel aktivneje privabljati študente narodnih manjšin ter staroselcev.
Leta 1979 je imel Kemeny premor v poučevanju, ko je po nalogu takratnega predsednika Jimmyja Carterja vodil komisijo, ki je preiskovala nesrečo jedrske elektrarne Otok treh milj.